# Pelle Petterson

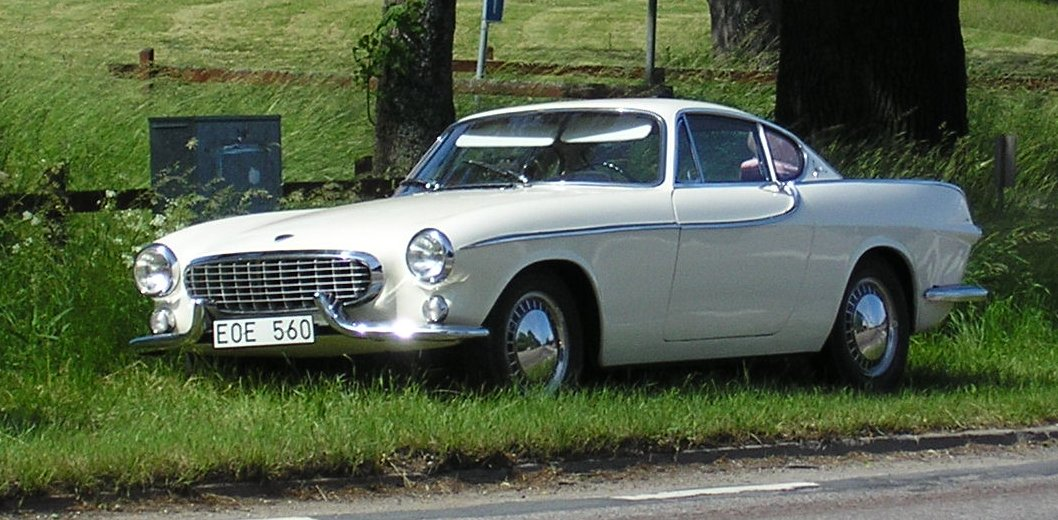
Der Volvo P1800, Pettersons wohl bekannteste Designkreation

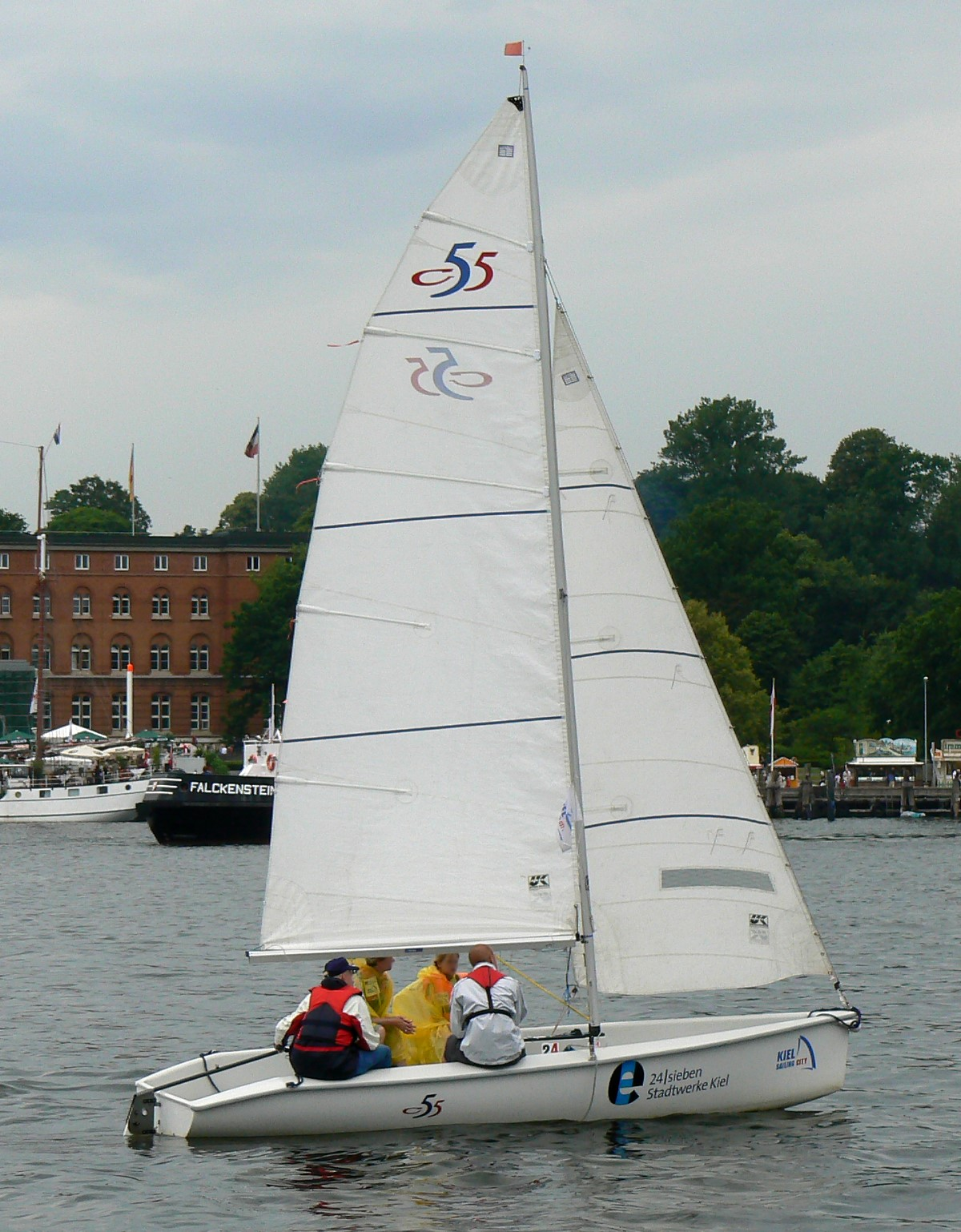
c55, von Petterson konstruierte Bootsklasse

Per Helmer "Pelle" Petterson (* 31. Juli 1932 in Stockholm) ist ein schwedischer Segelsportler, Segelboot-Konstrukteur und Industriedesigner.

## Leben
Petterson gewann zusammen mit Holger Sundström bei den Olympischen Sommerspielen 1964 in Tokio die Bronzemedaille im Segeln der Starboot-Klasse und 1972 bei den Olympischen Sommerspielen in München bzw. Kiel mit Stellan Westerdahl die Silbermedaille knapp vor Wilhelm Kuhweide. 1969 wurde er Weltmeister in der Starboot-Klasse, in dieser Klasse war er auch mehrfach Europameister. Auch in anderen Bootsklassen hat er sich in der internationalen Regattaszene erfolgreich betätigt.
Bekannt ist Petterson auch als Konstrukteur von Segelbooten, zum Beispiel für die Firma Maxi Yachts (Fahrtenyachten), der italienischen Vega-Boote oder des offenen Kielbootes c55.
Er entwarf bereits 1957, damals noch im Dienst von Frua, das sportliche Coupé Volvo P1800. Zu seinen weiteren Arbeiten im Industrie- und Produktdesign zählen Arbeiten für Electrolux, Flymo, Rosengren, Volvo-Penta-Bootsmotoren, sowie Entwürfe etwa von Möbeln, Tür- und Fensterbeschlägen und WCs.

## Auszeichnungen
- 2004 Designer-Preis der Königlich Technischen Hochschule Stockholm.
- 2010 Königlicher Orden (12. Grad am blauen Band) für herausragende Leistungen als Segelsportler und Boots-Designer.[2]

## Schriften
- Pelle Pettersons bästa båttips. Stockholm: B. Wahlström, 1982. ISBN 91-32-50961-8.
- Pelle Pettersons beste båttips / [omarbeidet for norske forhold av Freddy Lohrmann ; illustrasjoner: Hasse Nilsson] Oslo: Fredhøi 1985 ISBN 82-04-01568-2.